# Coefficiente di immagazzinamento
Il coefficiente d'immagazzinamento è una quantità adimensionale definita come il volume d'acqua ceduto o sottratto alle riserve per unità di superficie dell'acquifero, per variazioni unitarie lungo la direzione normale alla superficie.
Di fatto, il coefficiente d'immagazzinamento di un acquifero a falda libera corrisponde virtualmente alla porosità efficace, perché più o meno tutta l'acqua viene drenata per gravità e soltanto una parte estremamente piccola deriva dalla compressione dell'acquifero e dall'espansione dell'acqua.
In acquiferi a falda confinata, l'acqua non viene ceduta dagli spazi porosi con un semplice drenaggio per gravità, perché non c'è superficie della falda ed il mezzo rimane saturo. 
Sul rendimento influiscono altri fattori come il consolidamento dell'acquifero e l'estensione della falda dopo l'abbassamento della superficie piezometrica. Dunque, gli acquiferi a falda confinata danno molta meno acqua di quelli a falda libera.
Formula di Jacob 
{\displaystyle S=\gamma n\beta H(1+{\frac {\alpha }{n\beta }})}